# Thressa beckeri
Thressa beckeri är en tvåvingeart som först beskrevs av Meijere 1913.  Thressa beckeri ingår i släktet Thressa och familjen fritflugor. Inga underarter finns listade i Catalogue of Life.